# بريت ستيفن
بريت ستيفن (بالإنجليزية: Brett Steven)‏ مواليد 27 أبريل 1969 في أوكلاند، هو لاعب كرة مضرب نيوزلندي سابق بدأ مسيرته كمحترف سنة 1988 وكان يلعب باليد اليمنى، اعتزل اللعب في 1999. أعلى تصنيف له في الفردي كان المركز الـ 32 في سنة 1996. سبق أن شارك في دورة الألعاب الأولمبية الصيفية.

## روابط خارجية
- بريت ستيفن على موقع رابطة محترفي التنس (الإنجليزية)
- بريت ستيفن على موقع الاتحاد الدولي لكرة المضرب (الإنجليزية)
- بريت ستيفن على موقع كأس ديفيز (الإنجليزية)
- بريت ستيفن على موقع خلاصة التنس.كوم (الإنجليزية)
- بريت ستيفن على موقع أوليمبيديا (الإنجليزية)